# Andrew M. Stuart
Pour les articles homonymes, voir Stuart.
Andrew M. Stuart est un mathématicien britannique né en 1962, spécialiste d'analyse numérique.

## Formation et carrière
Andrew Stuart a obtenu son diplôme en mathématiques de l'Université de Bristol en 1983, puis son doctorat au laboratoire d'informatique de l'Université d'Oxford en 1986 sous la direction de John Norbury. Après des études postdoctorales en mathématiques appliquées au MIT, il a occupé des postes permanents à l'Université de Bath (1989-1992), en mathématiques à l'Université Stanford (1991-1999), en génie et à l'Université de Warwick (1999-2016) en mathématiques. Il est actuellement professeur d'informatique et de sciences mathématiques au California Institute of Technology .

## Travaux
Andrew M. Stuart travaille dans les mathématiques appliquées et informatiques. Ses recherches ont porté en particulier sur l'analyse numérique des systèmes dynamiques, les applications des équations différentielles stochastiques ordinaires et partielles, les problèmes inverses bayésiens et l'assimilation de données .

## Prix et distinctions
Il a remporté de nombreux prix, dont le Prix Leslie Fox d'analyse numérique en 1989 ("Linear instability implies spurious periodic solutions"), le prix Monroe H. Martin de l'IPST Maryland, le prix James-Wilkinson de la SIAM et le prix Germund Dahlquist en 1997, le prix Whitehead de la London Mathematical Society en 2000 et le prix JD Crawford en 2007.
En 2013 il reçoit le Wolfson Merit Award de la Royal Society. En 1995 il est lauréat du prix Monroe-Martin. En 2009 il est élu SIAM Fellow. En 2008 il reçoit une Advanced Grant du European Research Council (ERC).
Il est conférencier invité au Conseil international des mathématiques industrielles et appliquées (ICIAM) à Zurich en 2007 et au Congrès international des mathématiciens (ICM) à Séoul en 2014 avec une conférence intitulée « Uncertainty quantification in Bayesian inversion ».